# 1949년 해리 S. 트루먼 대통령 취임식
해리 S. 트루먼의 제2차 미국 대통령 취임식은 1949년 1월 20일 목요일 워싱턴 D.C.의 미국 국회의사당 동쪽 포르티코에서 열렸다. 이는 제41차 취임식으로, 해리 S. 트루먼의 두 번째이자 유일한 정식 임기와 앨번 윌리엄 바클리의 유일한 부통령 임기의 시작을 알렸다. 대법원장 프레드 빈슨이 대통령 취임 선서를 집례했고, 대법관 스탠리 포먼 리드가 부통령 취임 선서를 집례했다.
이는 최초로 텔레비전으로 중계된 미국 대통령 취임식이었고 항공 퍼레이드가 함께 열린 첫 취임식이었다. 트루먼은 또한 1909년 윌리엄 하워드 태프트의 취임식 이후 사라졌던 공식 취임 무도회 전통을 다시 시작했다.

## 축하 행사
멜빈 D. 힐드레스가 기획한 취임 축하 행사는 1월 16일부터 23일까지 일주일 내내 진행되었다. 뉴욕 타임스는 이를 "프랭클린 D. 루스벨트가 뉴딜 정책을 선포하는 용감한 말로 1933년의 우울함을 떨쳐내려 노력한 이후 가장 화려한 행사"라고 묘사했다. 수천 명의 사람들이 실제 취임 행사의 유효한 티켓이 아닌 기념 "초대장"을 받아 혼란이 발생하기도 했다.
워싱턴 D.C.의 컨스티튜션 애비뉴와 펜실베이니아 애비뉴에는 130만 명의 사람들이 취임 퍼레이드를 보기 위해 서 있었다고 보고되었다. 600대의 전폭기가 상공을 비행했고, 군인들은 새로운 무기를 선보이며 행진했다. 일부 행진 부대는 인종적으로 혼합되어 있었다. 퍼레이드 중 트루먼은 은퇴한 장군이자 미래의 대통령인 드와이트 D. 아이젠하워, 당시 컬럼비아 대학교 총장으로부터 경례를 받았다. 트루먼은 퍼레이드 도중 남부 주지사 스트롬 서먼드와 허먼 탈매지를 '무시'하여 언론의 주목을 받았다.
리나 혼, 도로시 메이너 그리고 라이어널 햄프턴이 취임 축하연에서 공연을 펼쳤는데, 이는 이러한 유형의 공연에 출연한 최초의 아프리카계 미국인이었다.

## 취임식
취임식은 1949년 1월 20일에 열렸다. 트루먼은 미국의 연방 대법원장 프레드 빈슨이 집례한 취임 선서를 했다. 트루먼은 이후 연설을 하고 퍼레이드와 함께 떠났다.
한 분석에 따르면, 의원들의 지연된 도착으로 인해 트루먼 대통령 임기의 승계에 공백이 발생했다: 1933년에 비준된 미국 수정 헌법 제20조는 대통령의 임기가 선거 후 1월 20일 정오에 종료된다고 명시한다.
일부 의원들이 10분 늦게 도착했고 자리에 앉는 데 또 10분이 걸리면서, 앨번 윌리엄 바클리 부통령은 12시 23분에 취임하여 트루먼이 12시 29분에 취임할 때까지 기술적으로 6분 동안 대통령 직무를 수행했다.
때때로 4가지 요점 연설이라고 불리는 취임 연설에서 트루먼은 경제 성장과 전 세계 공산주의 반대에 대해 논했다. 이 순간은 종종 제3세계와 관련하여 개발 정책의 시작으로 여겨진다.
수백만 명의 사람들이 모든 네트워크에서 단일 라이브 프로그램으로 방영된 취임식을 시청했다. (수백만 명은 라디오로 청취했다). 많은 학생들이 교실에서 시청했다. 트루먼은 연방 공무원들이 시청할 수 있도록 휴일을 승인했다. 취임식과 트루먼의 연설은 미국의 소리를 통해 해외로도 송출되었으며, 러시아어와 독일어를 포함한 다른 언어로도 번역되었다. 일부 계산에 따르면, 1949년 취임식은 이전 모든 대통령 취임식을 합친 것보다 더 많은 목격자가 있었다.
취임식 장소에서 3.1마일 떨어진 로널드 레이건 워싱턴 내셔널 공항의 정오 날씨는 39 °F (4 °C), 풍속 16 mph였고, 강수량은 없었다.

## 시위
공산주의자로 널리 비난받았음에도 불구하고, 수천 명의 민권 회의 회원들이 워싱턴 D.C.에 도착하여 취임식에 항의했다. 이 단체는 공산주의 지도자들에 대한 스미스법 재판과 아프리카계 미국인에 대한 부당한 사형 선고에 항의했다. 또한 영구적인 공정고용관행위원회와 비미 활동 위원회의 폐지를 요구했다.

## 같이 보기
- 해리 S. 트루먼 행정부
- 1945년 해리 S. 트루먼 대통령 취임식
- 1948년 미국 대통령 선거